# Kiwira
Kiwira er en af de større tanzanianske bifloder til Malawisøen. Den løber gennem Mbeya-regionen i den sydvestlige del af landet.

## Flodens løb
Kildeområdet for den omkring 155 km lange flod er 9,5 km nord-nordøst for bjerget  Rungwe i en højde af omkring 2.200 moh. Kiwira er dannet af sammenløbet af adskillige kildebække, der stammer fra Porotobjergene. Den løber først mod vest, senere mod sydvest. Efter omkring 30 km drejer den mod syd-sydøst. Efter omkring halvdelen af sit løb absorberer den sin vigtigste biflod, Runga, fra højre. Kiwira løber til sidst ud i den nordvestlige ende af Malawisøen.

## "Gudernes bro"
Der er en naturlig bro ved Kiwira.9°16′37″S 33°33′07″Ø / 9.27703°S 33.55185°Ø  På den modsatte side af floden ligger en stor sten, kaldet Daraja la Mungu på swahili, "Gudernes bro" på dansk. Den kan ses fra en menneskeskabt bro, der krydser floden 500 m opstrøms.